# Dbate.de
dbate.de (Aussprache [diːbɛɪ̯t]) ist eine Video- und Diskussionsplattform. Im Mittelpunkt stehen Videos von Augenzeugen und Skype-Interviews. dbate.de ging im November 2014 erstmals online.

## Konzept und Beispiele
Auf dbate.de werden verschiedene Videoformate gezeigt und öffentlich zur Diskussion gestellt: Videotagebücher, Interviews, Kolumnen von Videobloggern, Dokumentarfilme. Oft geben die Urheber der Augenzeugenvideos zusätzliche Videointerviews. Sie werden hierfür in der Regel nicht entschädigt.
In Streitgesprächen wird über Fragen wie „Homo-Ehe legalisieren – ja oder nein?“ oder über Sterbehilfe diskutiert. dbate.de veröffentlicht auch bisher unveröffentlichte Interviews, unter anderem mit Helmut Kohl. Zudem aggregiert das Portal Inhalte aus dem Netz zu so genannten „Flash-Videos“. 

## Produktion und Kooperationspartner
Die Website wird vom Hamburger Produktionsunternehmen ECO Media TV-Produktion betrieben. Seit Dezember 2014 bespielt dbate.de zusätzlich einen eigenen Kanal auf spiegel.tv, dem Web-TV von Spiegel Online, und kooperiert mit dctp.tv, dem Web-TV von dctp.